# Campeonato Potiguar 1975
In 1975 werd het 56ste Campeonato Potiguar gespeeld voor voetbalclubs uit de Braziliaanse staat Rio Grande do Norte. De competitie werd georganiseerd door de Federação Norte-rio-grandense de Futebol. América de Natal werd de kampioen.

## Eerste fase

### Groep A
| Plaats | Club              | Wed. | W | G | V | Saldo | Ptn. |
| ------ | ----------------- | ---- | - | - | - | ----- | ---- |
| 1.     | América de Natal  | 3    | 3 | 0 | 0 | 12:0  | 6    |
| 2.     | Alecrim           | 3    | 2 | 0 | 1 | 3:3   | 4    |
| 3.     | Força e Luz       | 3    | 1 | 0 | 2 | 3:7   | 2    |
| 4.     | Atlético Potiguar | 3    | 0 | 0 | 3 | 2:10  | 0    |

|  | Geplaatst voor finaleronde |

### Groep B
| Plaats | Club                | Wed. | W | G | V | Saldo | Ptn. |
| ------ | ------------------- | ---- | - | - | - | ----- | ---- |
| 1.     | ABC                 | 3    | 2 | 1 | 0 | 10:0  | 5    |
| 2.     | Potiguar de Mossoró | 3    | 2 | 1 | 0 | 9:0   | 5    |
| 3.     | Riachuelo           | 3    | 1 | 0 | 2 | 1:5   | 2    |
| 4.     | Ferroviário         | 3    | 0 | 0 | 3 | 0:15  | 0    |

|  | Geplaatst voor finaleronde |

### Finaleronde
| Plaats | Club                | Wed. | W | G | V | Saldo | Ptn. |
| ------ | ------------------- | ---- | - | - | - | ----- | ---- |
| 1.     | América de Natal    | 3    | 3 | 0 | 0 | 5:2   | 6    |
| 2.     | ABC                 | 3    | 1 | 1 | 1 | 4:4   | 3    |
| 3.     | Potiguar de Mossoró | 3    | 1 | 0 | 2 | 2:3   | 2    |
| 4.     | Alecrim FC          | 3    | 0 | 1 | 2 | 2:4   | 1    |

|  | Winnaar |

## Tweede fase

### Groep A
| Plaats | Club              | Wed. | W | G | V | Saldo | Ptn. |
| ------ | ----------------- | ---- | - | - | - | ----- | ---- |
| 1.     | ABC               | 3    | 3 | 0 | 0 | 11:0  | 6    |
| 2.     | Alecrim           | 3    | 2 | 0 | 1 | 8:1   | 4    |
| 3.     | Atlético Potiguar | 3    | 0 | 1 | 2 | 3:10  | 1    |
| 4.     | Força e Luz       | 3    | 0 | 1 | 2 | 3:14  | 1    |

|  | Geplaatst voor finaleronde |

### Groep B
| Plaats | Club                | Wed. | W | G | V | Saldo | Ptn. |
| ------ | ------------------- | ---- | - | - | - | ----- | ---- |
| 1.     | Potiguar de Mossoró | 3    | 3 | 0 | 0 | 7:2   | 6    |
| 2.     | América de Natal    | 3    | 2 | 0 | 1 | 10:3  | 4    |
| 3.     | Ferroviário         | 3    | 0 | 1 | 2 | 2:7   | 1    |
| 4.     | Riachuelo           | 3    | 0 | 1 | 2 | 2:9   | 1    |

|  | Geplaatst voor finaleronde |

### Finaleronde
| Plaats | Club                | Wed. | W | G | V | Saldo | Ptn. |
| ------ | ------------------- | ---- | - | - | - | ----- | ---- |
| 1.     | ABC                 | 3    | 2 | 1 | 0 | 6:4   | 5    |
| 2.     | Potiguar de Mossoró | 3    | 1 | 2 | 0 | 4:3   | 4    |
| 3.     | América de Natal    | 3    | 1 | 0 | 2 | 5:5   | 2    |
| 4.     | Alecrim             | 3    | 0 | 1 | 2 | 0:3   | 1    |

|  | Winnaar |

## Derde fase
| Plaats | Club                | Wed. | W | G | V | Saldo | Ptn. |
| ------ | ------------------- | ---- | - | - | - | ----- | ---- |
| 1.     | América de Natal    | 6    | 3 | 3 | 0 | 13:7  | 9    |
| 2.     | ABC                 | 6    | 2 | 4 | 0 | 10:6  | 8    |
| 3.     | Potiguar de Mossoró | 6    | 2 | 2 | 2 | 6:8   | 6    |
| 4.     | Alecrim             | 6    | 0 | 1 | 5 | 1:9   | 1    |

|  | Geplaatst voor finale |

### Finale
|                |                  |       |     |  |
| 27 juli Finale | América de Natal | 3 – 0 | ABC |  |
| 27 juli Finale |                  |       |     |  |

## Kampioen
| Campeonato Potiguar de 1975           |
| Rio Grande do Norte                   |
| ------------------------------------- |
| AMÉRICA DE NATAL Kampioen (19° titel) |